# Kenny Thorne
Kenny Thorne, né le 24 janvier 1966 à Honolulu, est un ancien joueur de tennis professionnel américain.
Il a remporté deux titres ATP en double à Séoul et Florence en 1994. Il a aussi remporté six tournois Challenger dont un en simple à Vancouver en 1993.

## Palmarès

### Titres en double messieurs
| No | Date       | Nom et lieu du tournoi                          | Catégorie    | Dotation  | Surface      | Partenaire      | Finalistes                    | Score         |  |
| -- | ---------- | ----------------------------------------------- | ------------ | --------- | ------------ | --------------- | ----------------------------- | ------------- |  |
| 1  | 18-04-1994 | KAL Cup Korea Open Séoul                        | World Series | 188 750 $ | Dur (ext.)   | Stéphane Simian | Kent Kinnear Sébastien Lareau | 6-4, 3-6, 7-5 |  |
| 2  | 06-06-1994 | Torneo Internazionale Citta di Firenze Florence | World Series | 288 750 $ | Terre (ext.) | Jon Ireland     | Neil Broad Greg Van Emburgh   | 7-6, 6-3      |  |

## Parcours dans les tournois duGrand Chelem

### En simple
| Année | Open d'Australie | Open d'Australie | Internationaux de France | Internationaux de France | Wimbledon      | Wimbledon   | US Open         | US Open     |
| ----- | ---------------- | ---------------- | ------------------------ | ------------------------ | -------------- | ----------- | --------------- | ----------- |
| 1993  | —                | —                | —                        | —                        | —              | —           | 1er tour (1/64) | R. Fromberg |
| 1994  | 1er tour (1/64)  | J. Björkman      | —                        | —                        | 2e tour (1/32) | A. Mansdorf | —               | —           |
| 1995  | 1er tour (1/64)  | Tommy Ho         | —                        | —                        | —              | —           | —               | —           |

N.B. : à droite du résultat se trouve le nom de l'ultime adversaire.

### En double
| Année | Open d'Australie           | Open d'Australie         | Internationaux de France    | Internationaux de France | Wimbledon                  | Wimbledon                  | US Open                    | US Open               |
| ----- | -------------------------- | ------------------------ | --------------------------- | ------------------------ | -------------------------- | -------------------------- | -------------------------- | --------------------- |
| 1991  | —                          | —                        | 1er tour (1/32) S. Patridge | M. Oosting D. Vacek      | —                          | —                          | 1er tour (1/32) K. Kinnear | N. Brown A. Castle    |
| 1992  | 1er tour (1/32) R. Smith   | G. Bloom P. Wekesa       | 1er tour (1/32) F. Montana  | T. Carbonell F. Roig     | 1er tour (1/32) F. Montana | T. Woodbridge M. Woodforde | 1er tour (1/32) D. Randall | R. Båthman R. Bergh   |
| 1993  | 1er tour (1/32) B. Shelton | O. Camporese R. Krajicek | 1er tour (1/32) M. Ruah     | M. Oosting U. Riglewski  | 1er tour (1/32) F. Montana | R. Deppe M. Knowles        | —                          | —                     |
| 1994  | 1er tour (1/32) K. Kinnear | J. Siemerink D. Vacek    | 1er tour (1/32) J. Sullivan | G. Forget J. Hlasek      | —                          | —                          | 2e tour (1/16) D. Johnson  | N. Kulti M. Larsson   |
| 1995  | 1/8 de finale D. Johnson   | M. Ondruska G. Stafford  | 1/8 de finale D. Johnson    | J. Hlasek D. Wheaton     | 1er tour (1/32) D. Johnson | O. Delaitre D. Prinosil    | 2e tour (1/16) D. Johnson  | K. Flach K. Jones     |
| 1996  | 1er tour (1/32) D. Johnson | C. Brandi M. Ondruska    | 1er tour (1/32) B. Steven   | S. Edberg P. Korda       | 1er tour (1/32) J. Waite   | M. Petchey D. Sapsford     | 1er tour (1/32) S. Draper  | K. Nováček N. Pereira |
| 1997  | 2e tour (1/16) J. Waite    | S. Noteboom F. Wibier    | —                           | —                        | —                          | —                          | —                          | —                     |

N.B. : le nom du ou de la partenaire se trouve sous le résultat ; le nom des ultimes adversaires se trouve à droite.